# Stefan Knezevic
Stefan Knezevic (serb.-chorw. Stefan Knežević; ur. 30 października 1996 w Lucernie) – szwajcarski piłkarz pochodzenia serbskiego grający na pozycji środkowego obrońcy. Od 2021 jest zawodnikiem klubu Royal Charleroi.

## Kariera klubowa
Swoją piłkarską karierę Knezevic rozpoczął w klubie FC Luzern. W 2016  roku awansował do pierwszego zespołu i 9 kwietnia 2017 zadebiutował w jego barwach w Swiss Super League w wygranym 2:0 wyjazdowym meczu z FC Vaduz. W sezonie 2020/2021 zdobył z Luzern Puchar Szwajcarii. W FC Luzern spędził pięć sezonów.
1 lipca 2021 Knezevic przeszedł do belgijskiego Royalu Charleroi, a swój debiut w nim zanotował 24 lipca 2021 w wygranym 3:0 wyjazdowym spotkaniu z KV Oostende.
| Sezon   | Klub      | Kraj       | Rozgrywki    | Mecze | Gole |
| ------- | --------- | ---------- | ------------ | ----- | ---- |
| 2016/17 | FC Luzern | Szwajcaria | Super League | 8     | 1    |
| 2017/18 | FC Luzern | Szwajcaria | Super League | 24    | 1    |
| 2018/19 | FC Luzern | Szwajcaria | Super League | 8     | 1    |
| 2019/20 | FC Luzern | Szwajcaria | Super League | 29    | 0    |
| 2020/21 | FC Luzern | Szwajcaria | Super League | 34    | 1    |